# 奔腾4
奔騰4（Pentium 4，或簡称奔4或P4），Intel生產的第七代x86微處理器，是繼1995年出品的第六代P6架构Pentium Pro之後第一款重新設計過的處理器，這一新的架構稱做NetBurst，（此前的Pentium II、Pentium III及相应各版本的Celeron仍旧属于P6架构）。Pentium 4首款產品工程代号為：Willamette，拥有1.4GHz左右的核心時脈，并使用Socket 423腳位架構，于2000年11月发布。值得注意的是，Pentium 4有著非常快速到400MHz的前端匯流排，之後更有提升到533MHz、800MHz，它其實是一個100MHz时钟频率的四倍数据速率（QDR）前端匯流排，因此数据传输速率为4×100MHz。相应的，Pentium 4前期的竞争对手AMD Athlon处理器采用双倍数据输率（DDR）前端匯流排，拥有266MHz或333MHz的数据传输速率（2×133MHz、2×166MHz）。
令业界观察人士感到意外的是，NetBurst架构的Pentium 4在“每周期整数处理能力”和“每周期浮点处理能力”这两个重要性能上比前一代的P6架构不升反降。它通过牺牲每个周期的性能以实现非常高的时钟速度和SSE性能。与英特尔的传统保持一致的是，Pentium 4也有低端Celeron〔通常称为Celeron 4〕及Celeron D版本和用于SMP配置的高端Xeon版本。
Pentium 4的设计目标是适应更快的时钟速度，因为消费者开始依据更高的時脈购买電腦。在这方面Pentium 4是一个经典的市场驱动技术的范例。这很快就推动超微半導體（AMD）的“时钟频率神话运动”。英特尔使用一个特别长的指令流水线来实现这个目标，同Pentium III和Athlon那样的传统x86 CPU相比，Pentium 4降低了每个时钟周期的处理能力，但是它能够以更高的时钟速度工作。AMD則採用所謂的PR值來標示與Pentium 4相對應的Athlon XP處理器。
英特尔在發表Pentium 4時向大眾宣布说，NetBurst架構能夠運行在10GHz。然而，NetBurst架构在3.8GHz便遇到提升制程也无法解决的高功耗问题。这迫使英特尔在2005年年中放弃NetBurst，并转向升温更少的Pentium M，祭出“MoDT (Mobile on DeskTop)”的旗帜；并由此发展处Intel Core微架构取代NetBurst。

## 核心
| Intel Pentium 4處理器家族                 | Intel Pentium 4處理器家族 | Intel Pentium 4處理器家族               | Intel Pentium 4處理器家族 | Intel Pentium 4處理器家族 | Intel Pentium 4處理器家族 | Intel Pentium 4處理器家族 | Intel Pentium 4處理器家族 |
| 桌上型電腦                                | 桌上型電腦                | 桌上型電腦                              | 手提電腦                  | 手提電腦                  | 手提電腦                  |                           |                           |
| 代號                                      | 核心                      | 推出日期                                | 代號                      | 核心                      | 推出日期                  |                           |                           |
| ----------------------------------------- | ------------------------- | --------------------------------------- | ------------------------- | ------------------------- | ------------------------- | ------------------------- | ------------------------- |
| Willamette Northwood Prescott             | 180 nm 130 nm 90 nm       | 2000年11月 2002年1月 2004年3月          | Northwood                 | 130 nm                    | 2003年6月                 |                           |                           |
|                                           |                           |                                         | Northwood Pentium 4-M     | 130 nm                    | 2002年4月                 |                           |                           |
| 超執行緒 (HT)                             |                           |                                         |                           |                           |                           |                           |                           |
| Northwood Prescott Prescott 2M Cedar Mill | 130 nm 90 nm 65 nm        | 2003年5月 2004年2月 2005年2月 2006年1月 | Northwood Prescott        | 130 nm 90 nm              | 2003年9月 2004年6月       |                           |                           |
| Gallatin XE Prescott 2M XE                | 130 nm 90 nm              | 2003年9月 2005年2月                     |                           |                           |                           |                           |                           |
| Intel Pentium 4處理器列表                 |                           |                                         |                           |                           |                           |                           |                           |

### Willamette

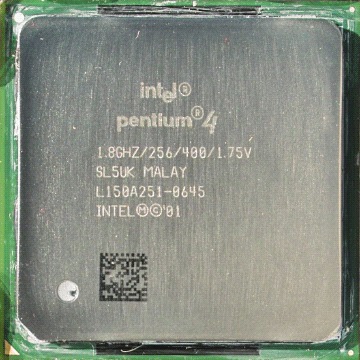
Willamette核心的Pentium 4處理器

第一款Pentium 4 Willamette设计过程经过很长时间的延迟。它最初在1998年的一个产品发展路线中提出，像英特尔把Pentium III作为他们的主流产品一样看待。当时，人们仅仅希望Willamette在面世时能够突破1GHz的屏障。然而，当Pentium III发布以后，很明显英特尔不能将Willamette称为Pentium III。由于它的架构与Pentium III相比有很大的不同，Pentium 4採用NetBurst架構，它被命名为Pentium 4，这也终结英特尔以罗马数字命名的规则。
许多业界专家认为，最初的1.4和1.5GHz P4的发布只是在产品真正完善之前的一个权宜之计。根据这些专家的观点，Willamette的发布是因为当时竞争产品AMD Athlon Thunderbird性能已经超过Pentium III，并且英特尔对于Pentium III的改进还不现实。这个新的内核使用0.18微米製程〔180纳米工艺〕生产，最初在主板上使用Socket 423，后来的版本更改到Socket 478。
在性能测试中，Willamette的表现让分析人士失望，因为它即使运行在1.5GHz也无法在几乎所有的测试环境中超过Athlon和最高频率的Pentium III，甚至在某些情况下并不优于低端的AMD Duron。尽管售价为819美元（1000颗的批发价），它的销售表现一般但是增长势头可观，这在一定程度上是由于必须要搭配相对较昂贵的Rambus动态随机存储器（RDRAM）所致。Pentium III仍然保持英特尔最卖座的芯片，Athlon的销售也稍稍领先于Pentium 4。
在2001年1月，一个频率更低的1.3GHz型芯片也加入到这个系列，但在随后的12个月中，英特尔慢慢追上AMD的领先地位。2001年4月英特尔推出1.7GHz的P4，它是第一个性能明显优于Pentium III的芯片。2001年7月英特尔推出1.6和1.8GHz的型号，在8月它推出1.9和2.0GHz的Pentium 4。在这个月中，它发布一款新的能够支持廉价PC133 SDRAM的芯片组——i845。尽管使用SDRAM将比RDRAM慢很多，PC133比较低廉的价格这样一个事实带来Pentium 4销售的大幅增长，几乎是一夜之间就将Pentium III从市场销售首位的位置赶下去。

### Northwood
2001年10月Palomino核心的Athlon XP又一次为AMD赢得明显的领先，但是在2002年1月英特尔发布使用Northwood内核的2.0和2.2GHz的Pentium 4。Northwood将二级缓存的大小从256KB增加到512KB（晶体管数量从4200万增加到5500万）并且使用130纳米制造工艺。使用更小晶体管制造的芯片能够在同样的速度产生更少的热量，或者工作在更高的时钟频率。不幸的是，对于许多用户来说，这个新的芯片不能用来升级旧的系统，因为它需要一个新的插座（Socket 478），虽然后来又制造能够让Socket 423使用Northwood处理器的转换器。
Northwood带来Pentium 4时代。尽管争夺性能领先的战斗依然很激烈（因为AMD发布更快版本的Athlon XP）,但是许多观察人士都认同最快的Northwood P4稍稍领先于对手。尤其是在2002年夏天之后更是这样，当时AMD转换到130纳米制造技术过程被延迟，从2.4到2.8GHz范围的P4很显然是当时市场上最快的芯片。
2.4GHz的Pentium 4于2002年4月发布，总线速度从400MHz（100MHz四倍）提升到533MHz（133MHz四倍）用于5月发布的2.53GHz、8月发布的2.6和2.8GHz P4，3.06GHz的Pentium 4在11月发布。
3.06GHz的处理器支持超线程（首次出现在至强处理器中），它允许多个线程同时运行，它通过复制处理器的一部分让操作系统认为有两个逻辑处理器来实现。在所有的Northwood CPU中都有超线程机制，但是只在3.06GHz和800MHz FSB的型号中允许使用。
2003年4月，英特尔发布一系列频率范围从2.4到3.0GHz的新款800MHz FSB芯片。这些新版本的与以往芯片的主要不同就是全部都支持超线程机制，并且系统总线频率是800MHz。人们曾经猜想这些是为了与AMD处理器的Hammer系列竞争。然而，AMD只发布Opteron一款，并且最初拒绝提供AGP控制器，这样就阻止Opteron侵蚀Pentium 4的领地。除了Opteron（K8架构）以外，AMD的确也将Athlon XP（K7架构）的FSB速度从333MHz提升到400MHz，但这并不足以对抗新款的3.0GHz P4——因为与Intel Pentium 4不同的是，对于AMD K7架构来说，FSB并不是影响性能的关键点，从333MHz到400MHz的转换仅仅带来很小的改變乃至幾乎没有性能提升。3.2GHz的Pentium 4在6月上市，最后一个3.4GHz的版本在2004年早期上市。
过分超频早期的Northwood芯片将会产生令人震惊的现象。当内核电压超过1.7V时，处理器将随时间延长逐渐变得不稳定，直至最后坏掉完全不能再用。人们认为这是由于电子迁移这种物理现象导致的，其中CPU的内部通路由于过度的电子能量随着时间逐步退化。这也被称为Northwood突然死亡症（Sudden Northwood Death Syndrome）。

#### Mobile Pentium 4
Mobile Intel Pentium 4 Processor，Intel Mobile Pentium 4處理器與Mobile Pentium 4-M不同，外觀上在大的差別就是Mobile Pentium 4上與桌上型Pentium 4處理器一樣有晶圓上的鐵蓋，INTEL將它定位使用筆記型電腦取代桌上型電腦的使用者，他與桌上型的Pentium 4一樣使用Socket 478的插槽 ，它也提供Hyper-Threading超執行緒與EIST的功能，FSB也比Mobile P4-M的400高，達到FSB533。新型的Mobile P4採90奈米製程，最高時脈高達3.46GHz以及1MB的L2快取。

#### Mobile Pentium 4 M
Mobile Intel Pentium 4 Processor - M （页面存档备份，存于），也是基于Northwood内核，在2002年4月23日发布 （页面存档备份，存于），它包括英特尔的EIST技術來降低功耗，但是不包括超线程技术，L2最大512K，最高時脈為3.46GHz。同時期的廉價版Celeron也有推出類似Mobile Pentium 4-M的處理器，FSB與P4-M相同但L2降為P4-M的一半只有256K，後期的產品最高時脈可達2.8GHz。

#### Extreme Edition
2003年9月，在英特尔开发者论坛上，Pentium 4極致版（Pentium 4 Extreme Edition,P4EE）發布，这仅仅比AMD的Athlon 64和Athlon 64 FX（AMD64 FX）的发布早一个星期。这个设计绝大部分与Pentium 4相同（以至于它们能工作在同一个主板）,但是它增加一个2MB的3级缓存。它与Xeon MP使用同一个Gallatin内核，尽管它使用Socket 478形式（不同于Xeon MP的603插座）和是Xeon MP速度两倍的800MHz总线。它同时也提供LGA775版本。
尽管英特尔宣称極致版主要面向游戏人员，人们认为这是英特尔试图减弱Athlon 64发布的震撼一种努力，将它戏称为“紧急版本”。令人奇怪的是，尽管很多人批评英特尔从Xeon系列拼凑技术，但是很少有人批评AMD，AMD在它们的Athlon 64 FX上使用同样的方法（它与Opteron的差别甚至少于極致版与Xeon MP的区别）。
增加的缓存的功效在不同环境会有所不同。在办公室应用中，極致版总体上比Northwood慢一点儿，这是由于L3缓存增加门槛值。一些游戏程序受益于增加的缓存，尤其是那些基于Quake III和Unreal引擎的游戏。然而，提升最大的是在多媒体编码领域，在这里它不仅比奔腾4要快，而且比两款Athlon 64快。
在2004年晚些时候通过将总线速度从800MHz提升到1066MHz实现小幅的性能提升。在Extreme Edition迁移到Prescott内核之前僅僅发布一款3.46GHz基于Gallatin内核的芯片。新的3.73GHz Extreme Edition与6x0系列的Prescott 2M有同样的特性，不同的是它使用1066MHz总线。然而实际上3.73GHz Extreme Edition几乎总是比3.46GHz版本的速度要慢。
不要把Pentium 4極致版与后来发布的有类似名字的基于双核Pentium D的Pentium極致版相混淆。

### Prescott
2004年2月1日英特尔提出了一个代号为“Prescott”的新内核。这个内核首次使用90纳米的制造工艺，并且「它」是奔腾4微架构的一次重要更新——重要到足够让一些分析人士感到奇怪为什么英特尔没有选择将这个处理器称为Pentium 5。尽管Prescott工作在与Northwood相同的时钟速度，性能测试也显示在游戏应用程序中Northwood比Prescott还要稍微快一点儿，但是在视频编辑以及其它的多媒体应用中，Prescott额外的缓存让它比Northwood有明显的速度优势。Prescott的架构允许它很容易地使用更高的时钟速度。（参见超频。）3.8GHz是批量生产的基于Prescott处理器的最快的处理器。
紧接着产品发布之后，人们就发现Prescott每个时钟周期比Northwood多产生大约60%的热量，几乎所有的评论都是负面的。插座类型的转换（从Socket 478到LGA775）原本希望能够将发热降低到可以接受的水平，但是实际上却是产生了相反的效果，同时功率消耗也增加的大约10%。但是，LGA775涉及的降温和安装系统是一种更好的设计，所以平均温度有轻微的降低。英特尔工程师随后对处理器进行的修改工作有望降低平均温度，但是这除了降低速度等级之外从来也没有先例。
最后，温度问题变得非常严重英特尔不得不全部放弃Netburst架构，并且开发4GHz部分的努力也被认为是浪费内部资源而被放弃了。另外的担忧是审查发现在极端状况下需要5.2GHz時脈的Prescott内核才能与2.6GHz時脈的Athlon FX-55的性能相比 （页面存档备份，存于） 。回首当初英特尔发布Pentium 4时吹嘘的Pentium 4是为10GHz時脈设计的，这将被看作英特尔历史上最重要的或许也是最广为人知的工程失败（engineering shortfalls）事件。
据报道Pentium M英特尔设计成员内部的参考设计，Pentium 4的开发实质上已经被放弃。在这个意义上说仅有少量资金支持而创造了奔腾M内核的以色列海法设计團隊现在已经接手了更大的桌面开发计划。
Prescott以这样一个灾难性的结局终结是英特尔内部的策略使然。市场部不断地要求更高的时钟速度以使他们的产品与AMD有所区别。处理器的设计被市场需求而不是被架构本身所控制。职业发展也基于更高时钟速度这样一个理念，当P4项目终止最终到来的时候，它对于有着资助良好的桌面分部的许多管理人员有着严重的影响。
最初有两种Prescott产品线上市：带有800MHz FSB和支持超线程的E系列以及533MHz FSB和不支持超线程的A系列。
LGA775 Prescott使用一个评价系统将它们标记为5xx系列（Celeron D是3xx系列，Pentium M是7xx系列）。E系列的LGA775版本使用型号5x0（520-560），A系列的LGA775版本使用型号5x5和5x9（505-519）。最快的570J和571工作在3.8GHz。4GHz处理器的计划最近由于英特尔钟情于双核处理器而被大幅削减，尽管一些欧洲零售商声称他们将销售4GHz的Pentium 4 580。

5x0J系列（以及相应的低端版本5x5J系列和5x9J系列）为英特尔处理器产品线引进了XD bit（eXecute Disable）或执行禁止位（页面存档备份，存于） 。这项最初由AMD最初使用并称为NX bit的技术能够帮助阻止一定类型的有害代码非法利用缓存器溢出来执行。
英特尔也发布了一系列支持EM64T的Prescott产品，它们是AMD64对于x86体系的64位扩充的英特尔实现方法。这些产品最初作为F系列并且仅对OEM销售，但是后来重新命名为5x1系列并且面向大众销售。两款低端的基于5x5/5x9系列的支持EM64T的Prescott也使用506和516的型号已经发布。
5x0、5x0J和5x1 Prescott为了加速一些诸如视频编辑这样使用多线程软件的处理器都集成有超线程技术。

### Prescott 2M
英特尔在2005年第一季度发布了代号为“Prescott 2M”的编号6x0的新版Prescott内核。它包含了崭新的64位技术（AMD64的实现，英特尔称为EM64T）、XD、EIST（英特尔增强SpeedStep技术）以及2MB的L2缓存。然而，增加缓存带来的优势大部分被更高的缓存门槛、EM64T模式下的双字大小所抵消。双倍的缓存与其说是为了加快速度，不如说是为了提供同样的空间以保证64位模式下的性能。
6xx系列的Prescott 2M处理器为了加速用于如视频编辑等多线程软件的处理器，它们都包含有超线程技术。
2005年11月14日，英特尔发布了带有VT（虚拟技术，代号为“Vanderpool”）的Prescott 2M处理器。英特尔只发布了两款这种分别运行于3.6GHz和3.8GHz的Prescott 2M处理器：662和672。

### Cedar Mill
英特尔将在2006年第一季度发布代号为'Cedar Mill'的最后一个奔腾4版本。有86W TDP的Cedar Mill有望解决Prescott的过热问题。Cedar Mill有一个65nm工艺的内核，带有31级的流水线（同Prescott一样）、800MHz的FSB、EM64T、超线程和虚拟技术。Cedar Mill将带有一个2MB的L2缓存。Cedar Mill将作为从频率3GHz到3.6GHz的奔腾6x1和6x3发布，如果市场足够大的话，英特尔将会发布4.0GHz或者更高时钟频率的芯片。

### 双内核Pentium D

Pentium D初推出時的商標

英特尔已经发布了市场推广标识为Pentium D8xx的三款主流双核Pentium 4版本。人们称赞这些芯片每个时钟速度有60-80%的性能提升。一个極致版〔Extreme Edition〕也已上市，它有允许四个线程并行处理的超线程（Hyper Threading）技术。其它的特点包括SpeedStep技术（在3.0GHz及以上版本）、xD bit和EM64T。这些芯片在2005年5月推向了市场。
绰号为Smithfield内核的第一款Pentium D处理器使两个相连的Prescott内核。电源消耗大约155瓦。英特尔开发人员通过让每个内核工作在极低的时钟频率实现了降低了从Prescott的电力消耗（115瓦）的大幅度增加。極致版工作在3.2GHz，主流型号的频率分别为3.2、3.0和2.8GHz。除805使用533MHz FSB外，其他基于Smithfield的处理器都使用800MHz的FSB。805的运行频率为2.66GHz。

2006年第一季度推出的是Presler，它是一个Smithfield内核的65納米版本。基于Presler的Pentium D有800MHz的FSB、发布型号将是920、930、940、950，分别工作在2.8、3.0、3.2,3.46和3.73GHz。基于Presler的奔腾極致版使用型号965，工作在3.73GHz，带有1066MHz的FSB和超线程技术。

## 技术特点
下面是目前不同版本英特尔Pentium 4处理的列表以及它们不同的特点。
| Pentium 4处理器、命名和特点 | Pentium 4处理器、命名和特点 | Pentium 4处理器、命名和特点 | Pentium 4处理器、命名和特点 | Pentium 4处理器、命名和特点 | Pentium 4处理器、命名和特点                      | Pentium 4处理器、命名和特点 |
| 公开名称 | 内核（英特尔的代号）        | CPU频率                     | Socket                      | 前段总线频率 / 理论带宽     | 高速缓存                                         | 其它特点 |
| --- | --------------------------- | --------------------------- | --------------------------- | --------------------------- | ------------------------------------------------ | --- |
| （最初发布版本） | Willamette                  | 1.3 GHz - 2.0 GHz           | 423, 478                    | 400 MHz / 3.2 GB/s          | 8 KB L1数据 + 12 KB L1指令 / 256 KB L2           | 20级流水线,MMX / SSE / SSE2指令 |
| P4A | Northwood                   | 1.6 GHz - 2.8 GHz           | 478                         | 400 MHz / 3.2 GB/s          | 8 KB L1数据 + 12 KB L1指令 / 512 KB L2           | 改进的分支预测和其它的伪代码调整；这也技术也应用到了随后的改进版本，20级的流水线，MMX / SSE / SSE2指令                                         |
| P4B | Northwood                   | 2.0 GHz - 3.06 GHz          | 478                         | 533 MHz / 4.2 GB/s          | 8 KB L1数据 + 12 KB L1指令 / 512 KB L2           | 更高前置匯流排，3.06GHz版本支援超线程，20級的流水線，MMX / SSE / SSE2指令                                                                      |
| P4C | Northwood                   | 2.4 GHz - 3.4 GHz           | 478                         | 800 MHz / 6.4 GB/s          | 8 KB L1数据 + 12 KB L1指令 / 512 KB L2           | 更高前置匯流排，超线程，20級的流水線，MMX / SSE / SSE2指令                                                                                     |
| P4E/5x0系列 | Prescott                    | 2.8 GHz - 3.6 GHz           | 478, LGA775                 | 800 MHz / 6.4 GB/s          | 16 KB L1数据 + 12 KB L1指令 / 1024 KB L2         | 超线程，31級的流水線，MMX / SSE / SSE2 / SSE3指令                                                                                              |
| P4A* /5x5/5x9系列 | Prescott                    | 2.4 GHz - 3.06 GHz          | 478, LGA775                 | 533 MHz / 4.2 GB/s          | 16 KB L1数据 + 12 KB L1指令 / 1024 KB L2         | 不支援超线程，31級的流水線，MMX / SSE / SSE2 / SSE3指令                                                                                        |
| P4 Extreme Edition | Gallatin                    | 3.2 GHz - 3.4 GHz           | 478, LGA775                 | 800 MHz / 6.4 GB/s          | 8 KB L1数据 + 12 KB L1指令 / 512 KB L2 / 2 MB L3 | 超线程，增加L3內存，21級的流水線，MMX / SSE / SSE2指令                                                                                         |
| 5x0J系列 | Prescott                    | 2.8 GHz - 3.8 GHz           | LGA775                      | 800 MT/s / 6.4 GB/s         | 16 KB L1数据 + 12 KB L1指令 / 1 MB L2            | 超线程、执行禁止位（eXecute Disable bit，等同于AMD的不执行位（No eXecute bit））、31级指令流水线、MMX / SSE / SSE2 / SSE3指令                  |
| 5x5J/5x9J系列 | Prescott                    | 2.67 GHz - 3.06 GHz         | LGA775                      | 533 MT/s / 4.2 GB/s         | 16 KB L1数据 + 12 KB L1指令 / 1 MB L2            | 无超线程、执行禁止位（eXecute Disable bit，等同于AMD的不执行位（No eXecute bit））、31级指令流水线、MMX / SSE / SSE2 / SSE3指令                |
| P4F/5x1系列 | Prescott                    | 2.8 GHz - 3.8 GHz           | LGA775                      | 800 MT/s / 6.4 GB/s         | 16 KB L1数据 + 12 KB L1指令 / 1 MB L2            | 超线程、支持EM64T（包括执行禁止位（eXecute Disable bit，等同于AMD的不执行位（No eXecute bit）））、31级指令流水线、MMX / SSE / SSE2 / SSE3指令 |
| 6x0系列 | Prescott 2M**               | 3.0 GHz - 3.8 GHz           | LGA775                      | 800 MT/s / 6.4 GB/s         | 16 KB L1数据 + 12 KB L1指令 / 2 MB L2            | 超线程、2 MiB L2缓存、支持EM64T（包括执行禁止位）、Speedstep和温度监测2（Tm2）、31级指令流水线、MMX / SSE / SSE2 / SSE3指令                    |
| 6x2系列 | Prescott 2M**               | 3.6 GHz - 3.8 GHz           | LGA775                      | 800 MT/s / 6.4 GB/s         | 16 KB L1数据 + 12 KB L1指令 / 2 MB L2            | 超线程、2 MiB L2缓存、支持EM64T（包括执行禁止位）、Speedstep和温度监测2（Tm2）、31级指令流水线、MMX / SSE / SSE2 / SSE3指令、虚拟技术          |
| 6x1系列 | Cedar Mill                  | 3.0 GHz - 3.8 GHz           | LGA775                      | 800 MT/s / 6.4 GB/s         | 16 KB L1数据 + 12 KB L1指令 / 2 MB L2            | 超线程、2 MiB L2缓存、支持EM64T（包括执行禁止位）、Speedstep和温度监测2、31级指令流水线、MMX / SSE / SSE2 / SSE3指令                           |
| P4 Extreme Edition | Gallatin                    | 3.46 GHz                    | LGA775                      | 1066 MT/s / 8.5 GB/s        | 8 KB L1数据 + 12 KB L1指令 / 512 KB L2 / 2 MB L3 | 超线程、addition of on-die L3缓存、21级指令流水线、MMX / SSE / SSE2指令                                                                        |
| P4 Extreme Edition | Prescott 2M**               | 3.73 GHz                    | LGA775                      | 1066 MT/s / 8.5 GB/s        | 16 KB L1数据 + 12 KB L1指令 / 2 MiB L2缓存       | 超线程、更快前端总线、31级指令流水线、MMX / SSE / SSE2 / SSE3指令                                                                              |
| 5x6系列 | Prescott                    | 2.67 GHz - 2.93 GHz         | LGA775                      | 533 MT/s / 4.2 GB/s         | 16 KB L1数据 + 12 KB L1指令 / 1 MiB L2           | 无超线程、支持EM64T（包括执行禁止位，等同于AMD的不执行位）、31级指令流水线、MMX / SSE / SSE2 / SSE3指令                                        |
| 注意： 奔腾4处理器使用能够在方波四个状态（上升、峰值、下降和谷值）传送数据的前端总线，而不是像以前的处理器那样使用一个状态，这样控制时钟的方波频率是FSB频率的四分之一。400、533、800和1066 MT每秒的总线使用的是100、133、200和266MHz的方波。 * - 在作Prescott处理器系列规划的时候英特尔重复了“P4A”的命名，他们认为零售商会用这个名称让用户认识这个处理器；他们对于这种做法没有给出任何理由 ** - 600系列的正式名称，尽管有时称作等同于至强，使用了Irwindale以将它与最初的Prescott区分开来。 |                             |                             |                             |                             |                                                  | |